# Ziauddin Pur
Ziauddin Pur è una suddivisione dell'India, classificata come census town, di 48.028 abitanti, situata nel distretto di Delhi Nord Est, nello territorio federato di Delhi. In base al numero di abitanti la città rientra nella classe III (da 20.000 a 49.999 persone).

## Società

### Evoluzione demografica
Al censimento del 2001 la popolazione di Ziauddin Pur assommava a 48.028 persone, delle quali 25.875 maschi e 22.153 femmine. I bambini di età inferiore o uguale ai sei anni assommavano a 8.250, dei quali 4.379 maschi e 3.871 femmine. Infine, coloro che erano in grado di saper almeno leggere e scrivere erano 31.968, dei quali 18.856 maschi e 13.112 femmine.